# Admirał Ackbar
Admirał Gial Ackbar – fikcyjna postać filmów i książek z serii Gwiezdne wojny, dowódca wojskowy Sojuszu Rebeliantów oraz Nowej Republiki.
Pierwszy raz pojawia się w Powrocie Jedi, występuje też w Przebudzeniu Mocy, w serialach animowanych: Gwiezdne wojny: Wojny klonów, i Lego Star Wars: Kroniki Yody, w grach komputerowych: Star Wars: X-Wing, X-Wing Alliance, Star Wars: Battlefront, Star Wars: Empire at War, a także w produkcjach Lego Star Wars.
Postać Ackbara przeniknęła też do szerszej kultury. Wypowiadane przez niego zdanie It’s a trap! (To pułapka!), które Ackbar wykrzykuje w jednej ze scen Powrotu Jedi, stało się modne wśród memów internetowych, było też parodiowane lub wykorzystywane w takich produkcjach jak Teoria wielkiego podrywu, Robot Chicken czy stając się tytułem specjalnego odcinka serialu Family Guy wydanego jako direct-to-video: It’s a trap!.
Ackbar był uważany za jednego z najzdolniejszych strategów i taktyków w służbie Sojuszu, a następnie Nowej Republiki. Z zasady nie brał udziału w rozgrywkach politycznych i nie żywił do większości polityków specjalnego szacunku. Nie podobały mu się szczególnie wewnętrzne intrygi toczone w chwilach, w których najważniejsze było wspólne działanie przeciw nieprzyjacielowi. Był również przeciwny korzystaniu z pomocy przemytników oraz korsarzy. Ma wodoodporną skórę nie bielejącą ani nie marszczącą się pod długotrwałym wpływem wody jak u ludzi. Ubrany jest w przyczepne buty, spodnie i kurtkę z tkaniny utrzymującej wilgoć. Nosi insygnia dowódcy.

## Historia
Ackbar należał do wodnej rasy Kalamarian. W czasie wojny między Imperium a rebelią szybko został głównodowodzącym Floty Sojuszu. W czasie bitwy pod Endorem dowodził atakiem na drugą Gwiazdę Śmierci z pokładu swojego okrętu flagowego Home One.
W filmie Gwiezdne wojny: Ostatni Jedi ginie podczas ataku Kylo Rena na jego krążownik.

## Expanded Universe (Legendy)
Ackbar w młodości po zabraniu z rodzinnej planety przez kilka lat był osobistym służącym Wielkiego Moffa Tarkina, co pozwoliło mu poznać doktryny wojsk imperialnych. Był jednym z najlepszych przywódców rebelii. Czuwał nad całością działania kosmicznych sił zbrojnych, opracował standardowe taktyki bojowe stosowane przez okręty Sojuszu, z jego inicjatywy zbudowano także myśliwiec kosmiczny typu B-wing. Jedynym z bardziej znaczących osiągnięć Ackbara było pokonanie w walce dwóch imperialnych Wielkich Admirałów. Wymyślił specjalny manewr taktyczny, zwany „Cięciem Ackbara”, polegającym na szybkim przelocie między jednostkami wroga, w taki sposób, by doprowadzić do sytuacji, gdzie te ostrzeliwały się wzajemnie. Po zwycięstwie w bitwie o Endor został głównodowodzącym floty Nowej Republiki, brał też osobisty udział w kilku kampaniach przeciw pozostałościom Imperium. Jedynym, który okazał się być lepszym od niego strategiem, był Wielki Admirał Thrawn. Odszedł na emeryturę po podpisaniu traktaktu pokojowego z Resztkami Imperium.
Kiedy nastąpiła inwazja Yuuzhan, zrezygnował z emerytury, aby zaplanować zasadzkę przeciwko Yuuzhanom w Jądrze Galaktyki. Plan ten powiódł się, przynosząc Republice zwycięstwo pod Ebaq 9. Do końca wojny pozostawał on w swoim domu na planecie Mon Calamari i zmarł śmiercią naturalną na krótko przed rozstrzygnięciem konfliktu.
Niedługi czas później dla uczczenia jego pamięci jego imieniem nazwano jeden z republikańskich okrętów kosmicznych.

## Odniesienia w kulturze
- Australijski browar Fortitude Brewing Company stworzyło piwo na cześć Admiarała Ackbara - Noisy Minor Admiral Ackbar. Piwo bardzo dobrze oceniane przez konserów piw typu American Strong Ale.